# Tischläufer

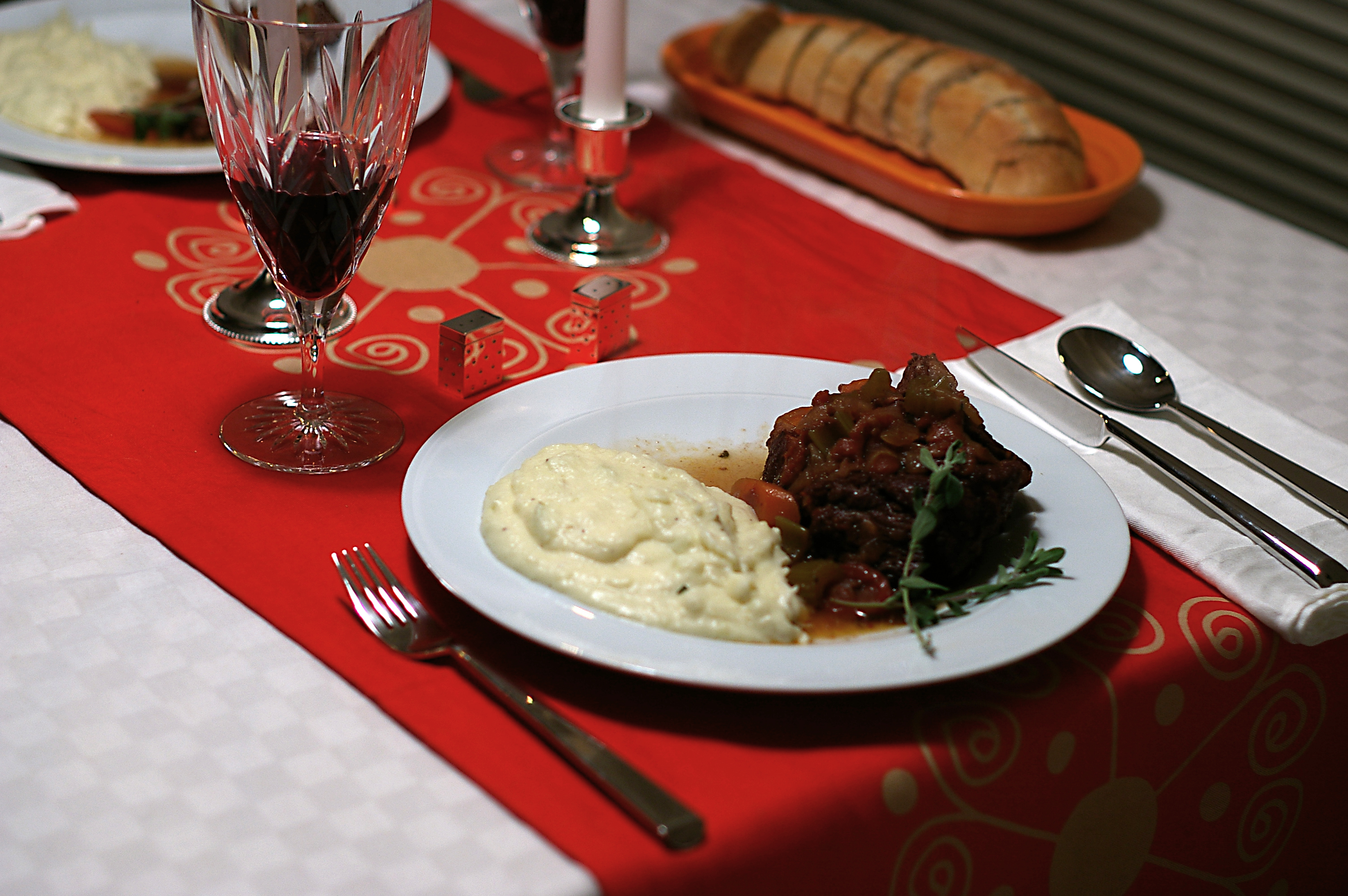
Ein sogenannter tête-à-tête

Ein Tischläufer ist ein schmales Stoffband, das in der Regel zur Dekoration in Kombination mit einer Tischdecke Verwendung findet. Meist sind Tischläufer etwa halb so breit wie der abgedeckte Tisch und werden meist farblich und stofflich auf die als Unterdecke verwendete Tischdecke abgestimmt. 
Zumeist sind Tischläufer aus Baumwollstoffen hergestellt. Seit einiger Zeit wird jedoch immer öfter auf das Material Wollfilz (Filz) zurückgegriffen. Aus dem asiatischen Raum sind auch Tischläufer mit Bambus bekannt. Einen Tischläufer, der quer zu den Tisch-Enden (Tischkopf) unter zwei gegenüberliegende Gedecke gelegt wird, nennt man tête-à-tête.